# Ignacio Rambla
Ignacio Rambla Algarín (Jerez de la Frontera, 2 gennaio 1964) è un cavaliere spagnolo.

## Palmarès
- Giochi olimpici

Atene 2004: argento nel dressage a squadre.
- Mondiali - Dressage

Jerez de la Frontera 2002: bronzo nel dressage a squadre.
- Europei - Dressage

Hickstead 2003: argento nel dressage a squadre.
Hagen 2005: bronzo nel dressage a squadre.